# Kiskun Félegyházi Közlöny
A Kiskun Félegyházi Közlöny Kiskunfélegyháza politikai hetilapja volt, 1939 januárjától jelent meg 1942 júliusáig, összesen négy évfolyamot ért meg. Felelős szerkesztője Krenner Zoltán volt. Az 1939-ben megszűnt Félegyházi Közlöny helyét kívánta átvenni, annak hagyományait folytatni.